# 滨河圣米格尔
滨河圣米格尔（西班牙語：San Miguel del Arroyo）是西班牙卡斯蒂利亚-莱昂巴利亚多利德省的一个市镇。总面积56平方公里，总人口775人（2001年），人口密度14人/平方公里。